# Eunica satura
Eunica satura är en fjärilsart som beskrevs av Johannes Karl Max Röber 1923. Eunica satura ingår i släktet Eunica och familjen praktfjärilar. Inga underarter finns listade i Catalogue of Life.